# Nilus margaritatus
Espèce
Synonymes
- Thalassius margaritatus Pocock, 1898
- Thalassius insulanus Berland, 1922
- Thalassius cataractus Lawrence, 1927
- Thalassius albopunctatus Caporiacco, 1949

Nilus margaritatus est une espèce d'araignées aranéomorphes de la famille des Pisauridae.

## Distribution
Cette espèce se rencontre au Kenya, en Tanzanie, en Angola, au Zimbabwe, en Namibie, en Botswana, au Mozambique, en Afrique du Sud et au Eswatini.

## Description
La femelle holotype mesure 21 mm.
Les mâles mesurent de 12,5 à 16 mm et les femelles de 11,5 à 22 mm.

## Systématique et taxinomie
Cette espèce a été décrite sous le protonyme Thalassius margaritatus par Pocock en 1898. Elle est placée dans le genre Nilus par Jäger en 2011.
Thalassius insulanus, Thalassius cataractus et Thalassius albopunctatus a été placée en synonymie par Sierwald en 1987.

## Publication originale
- Pocock, 1898 : « On the scorpions, spiders and solpugas collected by Mr C. Stuart Betton in British East- Africa. » Proceedings of the Zoological Society of London, vol. 1898, p. 497-524 (texte intégral).